# Carlos Holmes Trujillo Miranda
Carlos Holmes Trujillo Miranda (Cali Siglo XX-Cali 1990) fue un político y diplomático colombiano. Miembro del Partido Liberal Colombiano.

## Biografía
Se desempeñó como congresista y diplomático colombiano, alcalde de Cali entre noviembre de 1952-febrero de 1953 y gobernador de Valle del Cauca. Fue un líder regional del Valle del Cauca.Electo seis veces al Concejo de Cali, cuatro a la Asamblea del Valle, ocho al Senado y una a la Cámara de Representantes. Fue embajador de Colombia en Japón, Alemania Occidental y la Unión Soviética.
En 1982, fue mencionado por Pablo Escobar en una manifestación política previa a las elecciones legislativas del 14 de marzo de 1982.